# Boleszyn (województwo warmińsko-mazurskie)
Boleszyn – wieś w Polsce położona w województwie warmińsko-mazurskim, w powiecie nowomiejskim, w gminie Grodziczno. Do roku 1932 wieś należała do powiatu brodnickiego, następnie znalazła się w powiecie działdowskim (Dz. U. RP z 1932 Nr 3, poz. 19).
W latach 1975–1998 miejscowość administracyjnie należała do województwa toruńskiego.
W miejscowości funkcjonuje biogazownia rolnicza o mocy elektrycznej 1 MWe i mocy cieplnej 1,2 MW. Zbudowana została przez przedsiębiorstwo Biogal Sp. z.o.o. Wartość inwestycji oszacowano na 22 mln zł, z czego ponad 11,3 mln zł pochodziło z funduszów z Programu Operacyjnego Infrastruktura i Środowisko.
Do produkcji biogazu wykorzystywane są między innymi odpady fermowe, kiszonka kukurydziana, wywar z gorzelni oraz serwatka.